# Лестница Иакова (фильм, 1990)
«Лестница Иакова» (англ. Jacob’s Ladder, также известен как «Лестница Якоба» и «Лестница Якова») — американский мистический триллер 1990 года режиссёра Эдриана Лайна по сценарию Брюса Джоэла Рубина.
По сюжету ленты, главный герой, почтальон и ветеран войны во Вьетнаме Джейкоб Сингер, страдает от видений демонических существ, проявляя признаки посттравматического стресса. Объединившись со своими сослуживцами, Джейкоб пытается понять истинное положение вещей.
Главные роли в фильме исполнили Тим Роббинс, Элизабет Пенья и Дэнни Айелло; эпизодическую роль сыграл не упомянутый в титрах Маколей Калкин.
Сценарий, несмотря на всеобщее признание, долгое время оставался невостребованным. После некоторых корректировок он был запущен в производство Лайном, уменьшившим влияние библейских образов на картину. Фильм снимался преимущественно в Нью-Йорке.
В финансовом отношении лента оказалась провальной, в домашнем прокате едва была собрана сумма, равноценная бюджету фильма. В момент выхода кино было весьма холодно принято критиками. К числу недостатков журналисты относили вторичность тематики сюжета, позёрство режиссёра и немногозначность основной идеи. Иные рецензенты хвалили работы титульных актёров, способность ленты вызывать сильные эмоции, элементы ужаса и финальную развязку. Режиссёр получил награду критиков и зрителей на кинофестивале в Авориазе. «Лестница Иакова» оставила значительный след в массовой культуре, повлияв на множество художественных произведений, в особенности на серию Silent Hill. В 2019 году компания LD Entertainment выпустила ремейк картины, получивший разгромные отзывы от критиков.

## Сюжет
В 1971 году, в ходе войны во Вьетнаме, подразделение 1-й кавалерийской дивизии США, в котором служит Джейкоб Сингер, подвергается атаке в дельте Меконга. Многие сослуживцы Джейка погибают, тогда как другие демонстрируют странное поведение: кататонические припадки, схватки и конвульсии. Сингер в страхе убегает вглубь джунглей, но неизвестный наносит ему удар штыком в живот.
В 1975 году Сингер, вздрогнув, просыпается в вагоне нью-йоркского метро. Выйдя на станции, Сингер понимает, что выходы из метро закрыты, а при попытке перейти на противоположную платформу по рельсам Сингер едва не гибнет под колёсами несущегося поезда, внутри которого едут антропоморфные чудовища. Добравшись до квартиры, где он живёт со своей любовницей Джеззи, Сингер пытается забыть ночное приключение, но терзаемый воспоминаниями о сыне Гейбе, погибшем в автомобильной аварии, и обрывочными видениями своего последнего боя, Джейкоб начинает страдать галлюцинациями и постепенно теряет контроль над реальностью. Наяву он видит демонов, отрубленные головы, рогатых существ, совокупление с Сатаной. Уснув или потеряв сознание, герой просыпается то с Джеззи, с которой он начал встречаться после развода, то с бывшей женой и детьми. Дело принимает ещё более мрачный оборот, когда он узнаёт, что его товарищи по оружию, участвовавшие в том бою, страдают от видений, которые они характеризуют как спуск в ад. Друг протагониста, физиотерапевт Луис, является единственным человеком, на которого Джейкоб может рассчитывать. Постепенно Джейкоб начинает вспоминать, как его находили на поле боя и на медицинском вертолёте эвакуировали в госпиталь. Заподозрив, что все видимые им галлюцинации — последствия какого-то отравления в период их службы во Вьетнаме, Джейкоб делает вывод, что в этом замешано министерство обороны США.
Один из сослуживцев Сингера гибнет на его глазах, взрываясь в собственном автомобиле, а на похоронах выясняется, что страшные видения преследуют и почти всех его сослуживцев. Они, пытаясь докопаться до правды, обращаются к адвокату. Однако последний, сперва охотно взявшийся за дело, внезапно отказывает в помощи, ссылаясь на то, что согласно наведённым справкам, Джейкоб никогда не служил во Вьетнаме, а был списан из-за психических отклонений. Сослуживцы Джейкоба тоже внезапно отказываются от всех претензий. Самого Сингера пытаются похитить незнакомцы. При попытке сбежать Сингер получает травму, и его отправляют в больницу, полную изуродованных и сумасшедших людей. Врачи сообщают Сингеру, что он мёртв, подвергая жестоким пыткам. В палате еле живого Сингера навещает бывшая жена с двумя их сыновьями, но она игнорирует его просьбу о спасении. Лишь позже Джейкоба на инвалидной коляске вывозит Луис, угрожая докторам металлическим костылём. Вправляя Сингеру позвонок в своём кабинете, Луис цитирует Майстера Экхарта:

Единственное, чему суждено гореть в аду — эта часть твоей души, которая держит тебя на грешной земле. Воспоминания, пристрастия. Мы просто избавляемся от них. Это не столько наказание, сколько освобождение души… Если ты боишься смерти и пытаешься цепляться за жизнь, твои демоны будут рвать в клочья твою же душу. Но если ты принимаешь предначертанное, тогда демоны становятся сущими ангелами и лишь помогают оставить суету мира. Всё зависит от твоего восприятия сути вещей. Оригинальный текст (англ.)The only thing that burns in Hell is the part of you that won’t let go of life, your memories, your attachments. They burn them all away. But they’re not punishing you. They’re freeing your soul. So, if you’re frightened of dying and… you’re holding on, you’ll see devils tearing your life away. But if you’ve made your peace, then the devils are really angels, freeing you from the earth. It’s just a matter of how you look at it, that’s all.
После выхода из больницы Джейкоб с помощью нового знакомого, химика Майкла Ньюмена, узнаёт, что военные, разработав наркотик под названием «Лестница», побуждающий воинственные инстинкты, применили на его взводе. Однако вместо того, чтобы уничтожать врагов, солдаты убивали друг друга, и Джейкоба штыком ударил его же сослуживец. Измученный Сингер возвращается в свою старую квартиру, где живёт его бывшая жена с двумя сыновьями, и засыпает. Проснувшись, он видит своего давно погибшего сына Гейба, который, успокаивая отца и взяв его за руку, тянет за собой по лестнице навстречу сиянию.
В санблоке военной базы двое медиков возятся над телом эвакуированного Джейкоба и констатируют его смерть. Сорвав с шеи Сингера солдатский жетон, медики отдают его писарю, который фиксирует данные погибшего солдата. Один из медиков отмечает, что Джейкоб долго сопротивлялся и теперь выглядит умиротворённым.

## В ролях
| Актёр              | Роль                    |
| ------------------ | ----------------------- |
| Тим Роббинс        | Джейкоб (Иаков) Сингер  |
| Дэнни Айелло       | Луис Денардо            |
| Элизабет Пенья     | Изабель (Джеззи) Пипкин |
| Мэтт Крэйвен       | Майкл Ньюмен            |
| Патриция Кэлембер  | Сара Сингер             |
| Пруитт Тейлор Винс | Пол                     |
| Джейсон Александер | юрист Винс Гири         |
| Маколей Калкин     | Гейб Сингер             |

| Актёр             | Роль            |
| ----------------- | --------------- |
| Эрик Ла Саль      | Фрэнк           |
| Льюис Блэк        | доктор Джейкоба |
| Брайан Тарантина  | Даг             |
| Энтони Алессандро | Род             |
| Брент Хинкли      | Джерри          |
| Эпата Меркерсон   | Эльза           |
| Скотт Коэн        | Доктор          |
| Сэм Коппола       | Таксист         |

## Производство и прокат
| |  |  |  |  |  |
| Актёрский состав фильма «Лестница Иакова»: Тим Роббинс, Дэнни Айелло, Элизабет Пенья, Джейсон Александер, Маколей Калкин, Эрик Ла Саль |  |  |  |  |  |

### Сценарий
Работа над картиной началась в 1980 году, когда Брюсу Рубину приснился кошмар, в котором он оказывался в ловушке в метро. Во сне Рубин в ожидании поезда обнаруживал, что все выходы из подземки заперты, видел смутную фигуру и внезапно понимал, что находится в аду. В процессе написания сценарист сохранил логику сновидения и считал, что ни одна работа ранее не была столь «тёмной, первобытной и тревожной». Будучи евреем по происхождению, Рубин путешествовал и исследовал другие религии, в том числе провёл три месяца в тибетском монастыре в Непале. Текст писался под вдохновением от собственного духовного воспитания: библейской истории о Лестнице Иакова, «Тибетской Книги мёртвых» и фильма Робера Энрико «Случай на мосту через совиный ручей», который был также одним из любимых у Эдриана Лайна. Много общего у «Лестницы Иакова» было с различными богословскими образами. Подруга Джейкоба Изабель — английское прочтение Иезавели, сын главного героя Гейб — отсылка к архангелу Гавриилу.
Позже в сценарий были добавлены элементы, касающиеся правительственных экспериментов с наркотиками на солдатах. На эту часть сценария повлияла книга Мартина Ли и Брюса Схлена под названием «Кислотные Мечты: ЦРУ, ЛСД и восстание шестидесятых». Впрочем, в книге не упоминалось, что хинуклидил-3-бензилат, будучи супер-галлюциногеном, имеющим тенденцию индуцировать поведение маньяка, использовался на военнослужащих США. BZ находился на вооружении армии США с 1962 по 1989 годы и его картина отравления, включающая атропиновый делирий, галлюцинации, нарушения координации и речи и повышение агрессивности, напоминает поведение героев в фильме. Рубин считал, что человек появляется для того, чтобы покинуть этот мир. Сюжет представляет своего рода полемику по этому вопросу. Он решил сделать главного героя солдатом, погибшим во Вьетнаме, воспоминания в виде флешбэков которого, в отличие от всего остального, оказывались реальной жизнью.
Сценарий был опубликован и получил положительные отзывы, в том числе и от издания American Film, который в 1983 году включил его в десятку лучших неснятых сценариев. Спустя несколько лет сценарий попал в руки Тома Маунта президента Universal Pictures, которому он понравился, однако подобная история была «не для его студии». Многим другим руководителям он также пришёлся по нраву, но браться за его адаптацию никто не желал. Режиссировать картину предлагали Сидни Люмету, Майклу Эптеду и Ридли Скотту. Однако никто не хотел вкладывать в производство деньги, поскольку повествование считали слишком метафизическим. Агент Рубина говорил ему, что «Голливуд не снимает фильмы о призраках». В конце концов Брюс продал сценарий фильма «Смертельный друг» Уэсу Крэйвену, а Paramount Pictures приобрела права на «Привидение».
Тогда агент направил «Лестницу Иакова» Эдриану Лайну. По воспоминаниям последнего, текст читался как роман, при этом, по его мнению, излишняя детализация сцен отпугивала возможных режиссёров фильма. Рубин использовал буквальные образы рая и ада, что не очень нравилось режиссёру. В итоге Лайн заменил часть библейских аллюзий на менее буквальные образы, уменьшив влияние Ветхого Завета на картину. Вдохновившись работами создателя Чужого Ханса Гигера и картинами Фрэнсиса Бэкона, Эдриан использовал вместо библейского ада ужасающий госпиталь и войну во Вьетнаме. Лайн внёс и другие изменения, снизив сюжетную роль одного из персонажей. Он стремился к бескомпромиссному финалу как «одной из священных особенностей сценария». Альтернативное название картины — «Ад Данте» (англ. Dante's Inferno), отсылает к «Божественной комедии» Алигьери.

### Кастинг и съёмки
Фильм должна была финансировать компания Paramount, под контролем которой снимались «Роковое влечение» и «Танец-вспышка», но руководство студии сменилось, и новые боссы выразили сомнения относительно финала и сделка сорвалась. Проект от застоя спасла компания Carolco, которая не вмешивалась в видение ленты режиссёром. Главную роль должен был получить Том Хэнкс, однако он отказался ради участия в фильме «Костёр тщеславия». Также роль Джейкоба могла достаться Дастину Хоффману, Аль Пачино и Ричарду Гиру, но в итоге Иакова воплотил Тим Роббинс, в котором, по словам режиссёра, присутствовало детское очарование. На вопрос, о чём фильм, Роббинс отвечал: «Мы пытались возвести двусмысленность в ранг искусства». На роль Джеззи пробовались Джулия Робертс, Энди Макдауэлл и Мадонна. Также продюсеры рассматривали кандидатуры Мишель Пфайффер и Сьюзан Сарандон, но, в итоге, Джеззи сыграла Элизабет Пенья, до этого известная преимущественно ролью в телесериале «Я женился на Доре». По словам актрисы, режиссёру удалось утвердить её на роль с большим трудом, ради чего Пенья проходила пробы дважды в неделю на протяжении шести месяцев. «Она настоящая, но не реальная», — позднее говорила Пенья о своём персонаже. Над музыкальным сопровождением к фильму работал Морис Жарр.
Съёмки «Лестницы Иакова» проходили в Нью-Йорке и Пуэрто-Рико. Роббинс отмечал, что сниматься в подобном фильме было сложно как физически, так и психологически: «Это было ужасно. Каждый день на площадке был новый демон. Съёмки проходили в самых страшных местах Нью-Йорка. Ткни пальцем в любое уродливое место города и оно есть в „Лестнице Иакова“». Технически производство картины можно отнести к методам «старой школы». Все демонические существа снимались без использования компьютерной графики. В фильме для придания «монстрам» из галлюцинаций Джейкоба особо пугающих, отталкивающих образов, был применён весьма необычный приём, впоследствии многократно использованный другими кинематографистами. Актёр, игравший «монстра», ритмично покачивал головой, тогда как эти движения снимались в замедленной съёмке. При воспроизведении отснятых кадров с обычной скоростью возникал эффект исключительно своеобразной судорожной тряски, напоминающей некий припадок. Капитан Дейл Дай, участник вьетнамского конфликта, переживший более 30 боевых действий, во время съёмок фильма выступил в качестве военного консультанта.
Лайн просмотрел множество документальных фильмов о войне во Вьетнаме, познакомился с многочисленными свидетельствами переживших состояние пограничное со смертью, а также посетил самые крупные компании, специализирующиеся на создании спецэффектов. Видения ада были вдохновлены Фрэнсисом Бэконом, английским гравёром и поэтом Уильямом Блейком и американским фотографом Дианой Арбус. Демонические образы должны были воздействовать на подсознание зрителя. После предварительных просмотров фокус-группа обсуждала увиденное на протяжении часа, что вдвое больше запланированного для этого времени. Первые зрители считали, что фильм был «перегруженным» и к прокату из него было вырезано порядка получаса хронометража, в основном из финала. Под «нож» попали сцены с различными существами и эпизоды во Вьетнаме. Режиссёр признавал, что оригинальная концовка «не работала».

### Выход
В США на больших экранах фильм стартовал 2 ноября 1990 года. «Лестница Иакова» слабо выступила в домашнем прокате. В первые выходные она вырвалась в лидеры, собрав 7,5 млн долларов с 1052 экранов. Однако, при бюджете в $25 млн, всего в Америке лента собрала около $26 млн. Впоследствии финансовые неудачи Тим Роббинс связывал с тем, что фильм вышел в неудачное время — в разгар войны в Персидском заливе. Саундтрек, состоящий из шести композиций, был издан лейблом Varese Sarabande 2 ноября 1990 года. Впервые на DVD фильм был выпущен компанией Artisan Entertainment в 1998 году. Картина поддерживала звук формата Dolby 5.1, соотношение сторон в формате 1.85. Издание включало аудиокомментарий режиссёра, вырезанные сцены и документальный фильм «Строя „Лестницу Иакова“» (англ. Building Jacob’s Ladder). 14 сентября 2010 года, в честь двадцатилетия со дня появления фильма, состоялся релиз картины в формате Blu-ray. Кампания Lions Gate Entertainment сохранила все особенности издания для DVD, добавив трейлеры, а также использовала новый бокс-арт для коробочного издания. Помимо прочего, с технической точки зрения изображение было почищено от эффекта «зерна» и представлено в разрешении 1080p.
| №                   | Название                                | Длительность |
| ------------------- | --------------------------------------- | ------------ |
| 1.                  | «Jacob’s Ladder»                        | 4:18         |
| 2.                  | «High Fever»                            | 7:42         |
| 3.                  | «Descent To Inferno»                    | 8:19         |
| 4.                  | «Sarah»                                 | 7:17         |
| 5.                  | «The Ladder»                            | 7:14         |
| 6.                  | «Sonny Boy» (в исполнении Эла Джолсона) | 3:07         |
| Общая длительность: | Общая длительность:                     | 37:57        |

## Отзывы и популярность

### Рейтинги и награды
| Год  | Премия                   | Категория        | Номинанты   | Результаты |
| ---- | ------------------------ | ---------------- | ----------- | ---------- |
| 1991 | Кинофестиваль в Авориазе | Награда зрителей | Эдриан Лайн | Победа     |
| 1991 | Кинофестиваль в Авориазе | Награда критиков | Эдриан Лайн | Победа     |

| Год  | Рейтинг                                      | Издание        | Место |
| ---- | -------------------------------------------- | -------------- | ----- |
| 2004 | «100 страшнейших моментов кино»              | Bravo          | 21    |
| 2012 | «50 величайших независимых фильмов ужасов»   | Total Film     | 31    |
| 2012 | «Топ 10 самых страшных фильмов о демонах»    | CraveOnline    | б/н   |
| 2012 | «Топ 50 лучших сюжетных поворотов в фильмах» | Complex        | 19    |
| 2013 | «20 шокирующих сюжетных поворотов»           | Digital Spy    | 16    |
| 2013 | «100 величайших фильмов ужасов всех времён»  | Slant Magazine | 146   |
| 2013 | «Лучшие сцены в ванной в кино»               | Metro          | 9     |

### Обзоры
В момент выхода кинофильм был весьма холодно принят как критиками, так и публикой. Только со временем картина обрела культовый статус. Лента получила похвалу за сильное влияние на подсознание и эмоции зрителей. К числу недостатков кинокритики относили неразработанность замысла, декларативность основной идеи, которую Брюс Рубин неоднократно использовал в своих ранних работах. Ян Нейтан, сотрудник Empire писал, что сценарист зациклен на тематике смерти, и, добавление метафизической истории с религиозными порывами опытов с наркотиками создаёт в фильме диссонанс, подрывающий сюжетные устои. В ленте он видел претенциозность и позёрство режиссёра. Entertainment Weekly называла фильм не иначе как «напыщенной халтурой», а Variety — «тупым и прозаичным». Некоторые обозреватели считали, что картина не многозначна и не побуждает к долгим размышлениям, другие же писали, что она заставляет напряжённо думать и будоражит воображение.
Главный герой, будучи ветераном Вьетнамской войны, вызывает симпатию; выглядит бесхитростным, наивным и уязвимым. Сюрреализм видений Джейкоба не позволяет сказать правдиво ли то, что происходит с героем, или это только плод больной психики. Было ли всё происходящее воспоминанием или взглядом в будущее, что из увиденного реально, а что существует только в сознании героя — вопросы, ответы на которые должен найти зритель самостоятельно. Фильм близок к артхаусу и способен вызвать у зрителя ипохондрические настроения. Тёмная, густая атмосфера лихорадочного сна приближает его к разряду ужасов, другие же сюжетные линии характеризуют картину как параноидальный правительственный триллер. Кино, в широком смысле, повествует о человеке, который борется со смертью.
В фильме чувствуется влияние Дэвида Линча, Николаса Роуга и Луиса Бунюэля. Портрет психического состояния героя роднит картину с «Процессом» Орсона Уэллса и «Другими ипостасями» Кена Расселла. Кино часто сравнивали со старыми эпизодами «Сумеречной зоны». Роджер Эберт похвалил как сценарий Рубина, так и работу визуала Эдриана Лайна, особо отметив, что режиссёр оттолкнулся от оригинального материала, и указал на наличие ада и рая на Земле, в которые человек попадает исключительно по своему выбору. The New York Times отмечала: «Поклонники ранних фильмов господина Лайна останутся очарованы „Лестницей Иакова“, сюжетными линиями между сексом и насилием, чувственностью и запёкшейся кровью, комфортом и уязвимостью». Slant Magazine описывал фильм как бесконечно увлекательный, трогательный, взывающий реальные и острые эмоции. Похвалы за актёрскую игру заслужила Элизабет Пенья, справившаяся с трудной задачей создания образа правдоподобной и отзывчивой женщины. Работу же Тима Роббинса оценивали разнопланово, но большей частью положительно. Калкину досталась пусть и небольшая, но ключевая роль, отражающая его потенциал как драматического актёра.
В фильме показаны как шокирующие образы, так и ангельское присутствие. Режиссёр превращает обычные объекты или людей в нечто омерзительное. Демонстрацией полного сумасшествия становится сцена в клинике, в которой демонические доктора и медсёстры прокатывают по коридору, усеянному отрезанными конечностями, привязанного к каталке главного героя, ведя его на операцию. Эпизод, по выражению IGN, является прекрасным способом избавления от ночного сна. Лихорадочная батарея висцеральных образов включает похотливых демонов, вибрирующие головы и саспенс-сцену в ванне. Санта-Клаус, ограбивший Джейкоба, в контексте «ауры» фильма, кажется соединением демонического и божественного. Лента затрагивает общечеловеческую тематику жизни, смерти и представлений о загробном мире. Поиск семьи и борьбу с расшатанной психикой можно считать аллегорией на любую разновидность психических расстройств. Критики называли саундтрек «ужасающе безрадостным». Главная тема, в основе которой звучит пианино, дарует и надежду, и безнадёжность.
Многие считали «сильным» конец картины (хотя, к примеру The Washington Post назвала его «удручающе обычным»). Финал ставит под сомнение многое из происходящего в фильме, включая существование некоторых персонажей. Сергей Кудрявцев подчёркивал неожиданность финальной интриги фильма, в которой всё увиденное предстаёт в другом свете: «Впрочем, искушённые киноманы заподозрят двойной смысл „Лестницы Иакова“ гораздо раньше, обратив внимание на библейские аллюзии <…> и на ряд моментов, которые внушают впечатление гипотетичного развития событий». Окончание, которое нельзя назвать счастливым, объясняет все сюжетные повороты. Люси О’Брайан, завершив просмотр, ощущала искреннюю радость, «невероятное чувство облегчения, которое мы испытываем, постояв немного на пороге безумия».

## Наследие

### Культурное влияние
| Рейтинги             | Рейтинги   |
| Издание              | Оценка     |
| -------------------- | ---------- |
| Rotten Tomatoes      | 69/100     |
| Metacritic           | 62/100     |
| Empire               | [ 52 ]     |
| IGN (DVD/Blu-ray)    | 7/10; 8/10 |
| Entertainment Weekly | С-         |
| AllMovie             | [ 16 ]     |
| Slant Magazine       | [ 8 ]      |
| TV Guide             | [ 22 ]     |

«Лестница Иакова» считается одним из главных произведений, вдохновивших создателей видеоигр серии Silent Hill. Как и в фильме, герои теряют связь с реальностью; в обоих произведениях существуют более жуткие версии пространств, которые нужны, чтобы сбивать с толку и дезориентировать, не давая приближаться к разгадке судьбы персонажей. Сцены в больнице и метро воссозданы в третьей части игры, а интро к пятой части серии Silent Hill: Homecoming — практически полное копирование эпизода в госпитале. Этой же сценой вдохновлялся и Синдзи Миками, разрабатывая The Evil Within. Существует мнение, что куртка Джеймса Сандерленда, героя Silent Hill 2, имеет сходство с френчем Джейкоба. Инициалы главных героев также совпадают — J. S. Несмотря на отсылки к фильму, сюжеты игр никак не связаны с «Лестницей Иакова». Цитаты реплик персонажей — это своеобразная дань уважения создателям фильма.
Команда DreamForge, создатели компьютерной игры Sanitarium, говорили в интервью 1998 года, что этот фильм был для них одним из источников вдохновения: «Мы пытались понять: что каждому из нас нравится в играх, а что раздражает? От этого логически пришли к вопросу „А что мы любим и не любим в кино, в телевидении?“. Мнений была куча, но в конце концов мы выделили четыре фильма, которые и оказали самое большое влияние на сюжет нашей игрушки. Бесспорно фаворитом стала „Лестница Якоба“…». Ким Мэннэрс вдохновлялся музыкальным сопровождением фильма при создании эпизода «Гротеск» сериала «Секретные материалы». Картина также повлияла на эпизод «Игра в имена» телесериала «Американская история ужасов». Приём «дёрганного» персонажа использовался в многочисленных фильмах, в частности «Шоссе в никуда», «Звонок», «Ужаc Амитивилля», «Дом ночных призраков», «Зеркала» и многих других. Обозреватели отмечали воздействие фильма на такие картины как «Шестое чувство», «Чистая формальность», «Пиджак», «Комната 6», «Раскол». Семпл аудио из фильма был использован в композициях Inside и Rabbit in Your Headlights группы Unkle, а также в композиции Forsaken группы VNV Nation.

### Ремейк
В 2013 году продюсерская компания LD Entertainment объявила о планах выхода на большие экраны ремейка фильма. Над ранним вариантом сценария работал Джейк Уэйд Уолл («Когда звонит незнакомец»), в последующем его заменил Джефф Булер («Полуночный экспресс»). В качестве продюсеров выступят Майкл Гаэта, Микки Лидделл, Дженнифер Монро, Элисон Розенцвейг и Майкл Бэй. Режиссёром проекта первоначально был назначен Джеймс Фоли («Ганнибал», «Карточный домик»), впоследствии его пост занял Дэвид Розенталь («Идеальный парень»). В актёрский состав фильма вошли Николь Бехари, Майкл Или, Джесси Уильямс, а также Гай Барнет и Карла Соуса. Создатели обещали выполнить ремейк в форме трибьюта, который представит современный взгляд на вещи и предложит свои ответы на экзистенциальные вопросы. В повествовании появятся новые персонажи, новые сцены, а отсылка к ветхозаветному сюжету о лестнице, соединяющей землю и небеса, должна сохраниться. Пресс-релиз описывал фильм как историю двух братьев. Съёмки должны были стартовать в мае 2016 года. Действие фильма развернётся в настоящем времени. Выход фильма был изначально запланирован на 1 февраля 2019 года, но состоялся лишь в августе того же года. Отзывы на ремейк были преимущественно отрицательные, о чём свидетельствует 4-процентный рейтинг «свежести» фильма на сайте Rotten Tomatoes.